# Snoopy Tennis
 (octobre 2019).
Si vous disposez d'ouvrages ou d'articles de référence ou si vous connaissez des sites web de qualité traitant du thème abordé ici, merci de compléter l'article en donnant les références utiles à sa vérifiabilité et en les liant à la section « Notes et références ».
Snoopy Tennis est un jeu électronique à cristaux liquides Game & Watch sorti le 28 avril 1982.

## Système de jeu
Snoopy, le chien, ne doit pas manquer plus de trois balles de Tennis lancées par ses amis Lucy et Charlie Brown. Les balles sont envoyées de plus en plus rapidement vers lui. Ce dernier doit se trouver au bon endroit (parmi 3) afin de relancer la balle avec sa raquette. Si la balle n'est pas renvoyée, on perd une vie. Au bout de trois balles manquées, la partie est terminée.